# Mackem
Mackem is een bijnaam voor een inwoner van de Engelse stad Sunderland. Hoewel de naam volgens velen al minstens tientallen jaren in zwang is, dateert de vroegste geschreven bron van 1988.
De uitdrukking werd oorspronkelijk als scheldwoord gebruikt door de inwoners van het nabijgelegen Newcastle upon Tyne maar is inmiddels door Sunderlanders als geuzennaam geadopteerd en dan vooral door supporters van de lokale voetbalclub: Sunderland AFC. 
Mackem is waarschijnlijk afgeleid van We mak'em and we tak'em ('We maken ze en we nemen ze mee') - een uitdrukking waarmee Sunderlanders de trots op hun scheepsbouwindustrie verwoorden. Volgens deze uitleg maakt men in Sunderland schepen en brengt men ze vervolgens naar zee.
In het rivaliserende Newcastle luidt de verklaring dat het We mak'em and they tak'em moet zijn. Oftewel: in Sunderland bouwt men de schepen en anderen worden er vervolgens rijk mee.